# Światowe Dni Młodzieży 1993
Światowe Dni Młodzieży 1993 – ósmy ogólnoświatowy zjazd młodzieży katolickiej, który odbył się w dniach 10–15 sierpnia 1993 w Denver w Stanach Zjednoczonych.

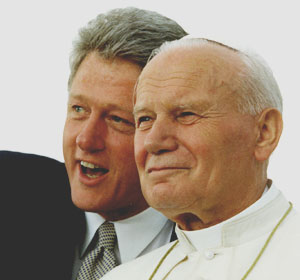
Jan Paweł II z prezydentem Billem Clintonem na Światowych Dniach Młodzieży

Hasłem przewodnim zwołanych przez papieża Jana Pawła II dni młodzieży były słowa zaczerpnięte z Ewangelii Jana: „Ja przyszedłem po to, aby owce miały życie i miały je w obfitości” (J 10,10). Uroczystości w Cherry Creek State Park w mieście Aurora w zespole miejskim Denver zgromadziły 700 000 uczestników ze 100 krajów.
W Orędziu na Światowe Dni Młodzieży, ogłoszonym 15 sierpnia 1992 w Watykanie, Jan Paweł II przypomniał czym powinno być głęboko przeżyte ludzkie życie i że powołaniem człowieka jest dawanie siebie innym. Papież ponowił też wezwanie do zaangażowania się w dzieło ewangelizacji.
Jan Paweł II powitał młodzież na Mile High Stadium w Denver 12 sierpnia. Pierwszą mszę św. dla uczestników Międzynarodowego Forum Młodzieży papież odprawił w Katedrze Niepokalanego Poczęcia w Denver 14 sierpnia. Wieczorem tego samego dnia miało miejsce czuwanie modlitewne na terenie Cherry Creek State Park w Aurorze. Mszę na zakończenie spotkania papież odprawił w Cherry Creek State Park 15 sierpnia. Na pamiątkę tych wydarzeń w 2009 roku postawiono przed katedrą pomnik Jana Pawła II.
Po raz pierwszy w historii Światowych Dni Młodzieży 13 sierpnia odbyła się wielka droga krzyżowa ulicami miasta. Już od 11 sierpnia młodzież gromadziła się w trzech świątyniach katolickich Denver: kościele św. Elżbiety, kościele Ducha Świętego oraz katedrze Niepokalanego Poczęcia. Adorowano Najświętszy Sakrament, pielgrzymujący krzyż oraz oddawano cześć Matce Bożej Nowego Adwentu.
Hymnem Światowych Dni Młodzieży w Denver była pieśń One Body.